# Asphaeridiopus dacicus
Asphaeridiopus dacicus är en mångfotingart som beskrevs av Paul Auguste Remy 1939. Asphaeridiopus dacicus ingår i släktet Asphaeridiopus och familjen fåfotingar. Inga underarter finns listade i Catalogue of Life.